# بول هارتال
بول هارتال (بالمجرية: Hartal Pál)‏ (مواليد عام 1936) هو رسام وشاعر كندي ولد في مدينة زيجيد، المجر. وقد ابتكر مصطلح «المفاهيمية الغنائية» (Lyrical Conceptualism) لتمييز أسلوبه في كل من الرسم والشعر، كما وضع بيانًا لوصف فرضيته.

## معلومات من سيرته الذاتية
هاجر هارتال إلى إسرائيل في عام 1957 ومنها إلى مدينة مونتريال في مقاطعة كيبيك في عام 1973. وحصل على ليسانس الآداب من الجامعة العبرية في القدس في عام 1964 وماجستير في الآداب من جامعة كونكورديا في عام 1977 ودرجة الدكتوراه في التعليم والفنون من جامعة كولومبيا باسيفيك، مدينة سان رافاييل، بولاية كاليفورنيا في عام 1986. وفي علم 1987، أسس هارتال مركز الفنون والعلوم والتكنولوجيا في مونتريال بمقاطعة كيبيك، والذي تولى رئاسته. وهو القيّم الشرفي على المتحف الإسرائيلي.
يستخدم هارتال الأسلوب التعبيري في الرسم، إلى جانب عناصر إضافية، مثل الصور الفوتوغرافية.
«لا تفرض المفاهيمية الغنائية أية قيود رسمية على حرية الفنان. ولكنها تقدم مجرد اقتراحات. وبدلاً من التنافس، فإنها تؤيد التعاون. وفي مجتمعنا بعد الثورة الصناعية، تحدد العلوم والتكنولوجيا أسلوب حياتنا. وبالتالي، ينبغي أن تنشغل الفنون بالعلوم والتكنولوجيا. ومع ذلك، لا ينبغي أن ندع العلوم والتكنولوجيا تسيطر على حياتنا، بل نحن من ينبغي أن يسيطر عليها» (1975).
نشر بول هارتال كتبًا في الشعر وكتابًا يوضح البيان الرسمي الذي يتضمن مبادئه وأهدافه ورواية. هذا بالإضافة إلى إقامة معارض شخصية في ألمانيا ونيويورك ومونتريال ومونترو. وتعرض أعماله في متحف سولومون غاغينهايم في نيويورك ومعرض كندا الوطني في أوتاوا، وغيرها من المعارض الفنية في إيطاليا وإسرائيل وكوريا.

## فن ليكو: نظرية هارتال الفنية
فن ليكو أو المفاهيمية الغنائية هو مصطلح صاغه هارتال.
في عام 1975، نشر هارتال البيان الرسمي عن المفاهيمية الغنائية، حيث قدم المفاهيمية الغنائية كفكرة فنية جديدة في مجلة «الجدول الدوري للفنون» (periodic table of art). وفي هذا العمل، قدم هارتال النظرية الفنية التي كانت نقيض ما زعم أنه الاعتقاد التقليدي، ألا وهو أن العاطفة والعقل مختلفان عن بعضهما البعض.
يزعم هارتال أنه على مدى التاريخ، تراوح الفن بين القطبين المتعارضين لأبولو وديونيسوس، أي العقلانية والعاطفة، حيث تأرجح على بندول العملية الإبداعية. ومن ثم، أشار إلى أن الأساليب الجمالية للعالم اليوناني الروماني وعصر النهضة منسجمان بشكل أساسي، وكلاهما يقدر الفنون الهندسية والمفاهيمية، بينما تتميز كل من الفنون القوطية والباروكية بالتعرج والشغف والغنائية. وبالمثل، فيما يخص حركات الفن الحديث، فقد وضع نظريات مفادها أن الانطباعية والحوشية ودادا والسريالية تنبع جميعًا من التدفعات غير المنطقية للنفس البشرية، في حين أن بعض الحركات الفنية مثل التكعيبية ودي ستيل والبنائية والتجريدية الهندسية أكثر ارتباطًا بعالم الإبداعية المنطقي.

## وصلات خارجية
- Paul Hartal's official web site
- Mathematics and Reality - by Paul Hartal
- Bibliography نسخة محفوظة 31 مايو 2020 على موقع واي باك مشين.
- Writers´ Union (Canada)
- 'Portals of the Mind and the Soul': an interview with Paul Hartal
- The Many Faces of Liberation - blogpost Jackie Garlick-Pynaert